# Saint-Étienne-de-Carlat
Saint-Étienne-de-Carlat este o comună în departamentul Cantal, Franța. În 1 ianuarie 2022 avea o populație de 124 de locuitori.